# Rentiesville
Rentiesville est une municipalité américaine située dans le comté de McIntosh en Oklahoma.

## Géographie
Rentiesville se trouve dans l'est de l'Oklahoma.
La municipalité s'étend sur 1,72 mille carré (4,45 km2)

## Histoire
Fondée en 1903, Rentiesville fait partie de la cinquantaine de villes fondées en Oklahoma par d’anciens esclaves après la guerre de Sécession et appelées « villes noires » (en anglais : black towns). L'une des 13 villes existant encore au XXIe siècle, elle conserve une population majoritairement afro-américaine. Elle est nommée en l'honneur de William Rentie, marshal de la ville.
Durement touchée par la Grande Dépression puis l'exode rural, elle ne compte plus que 66 habitants en 1990. Lors du recensement de 2010, sa population est de 128 habitants.
Le site de la Bataille de Honey Springs est situé à la sortie du bourg.

## Démographie
Selon l'American Community Survey de 2018, la majorité de la population de Rentiesville est afro-américaine (55 %). Le reste de la population est blanche (22 %), métisse (21 %) ou amérindienne (2 %). 
Si le revenu médian par foyer est inférieur à Rentiesville (42 000 dollars) qu'en Oklahoma (51 424 dollars) ou aux États-Unis (60 293 dollars), le taux de pauvreté est proche de celui du reste du pays (13 % contre 15,6 % dans l'État et 11,8 % dans le pays),.
L'âge médian à Rentiesville est de 53 ans, largement supérieur à celui des États-Unis (38 ans). Cette population âgée explique que la ville compte près de trois fois plus de personnes souffrant de handicaps que la moyenne nationale (30,5 % contre 12,6 %).